# Amate Amarillo, delstaten Mexiko
Amate Amarillo är en ort i kommunen Malinalco i delstaten Mexiko i Mexiko. Samhället hade 266 invånare vid folkräkningen år 2020.